# Sourigues
Sourigues é uma localidade do partido de Berezategui, da Província de Buenos Aires, na Argentina. Possui uma população estimada em 10.387 habitantes (INDEC 2001).